# Artificial Paradise (album de OneRepublic)
Artificial Paradise este al șaselea album de studio al formației americane de pop rock OneRepublic, lansat pe 12 iulie 2024, prin Mosley Music Group și Interscope Records. Acesta urmează al cincilea album de studio, Human (2021), și include single-urile „Sunshine”, „West Coast”, „I Ain’t Worried”, „Runaway”, „Mirage” cu Mishaal Tamer (pentru Assassin’s Creed Mirage), „I Don't Wanna Wait” cu David Guetta, „Nobody” și „Fire (Official UEFA Euro 2024 Song)” cu Meduza și Leony. Ultimele trei au fost incluse doar pe ediția deluxe a albumului. „Hurt” a fost lansat după anunțul albumului. Albumul este ultimul din contractul trupei cu Interscope.

## Context
Într-o postare pe rețelele sociale anunțând Artificial Paradise, solistul Ryan Tedder a explicat că albumul a început cu single-ul lor „West Coast”, care a fost scris în 2016 într-un hotel din New Orleans, urmat de alte single-uri independente în următorii opt ani, despre care trupa a simțit că „nu prea au sens împreună”, dar au fost păstrate pe măsură ce au fost scrise și înregistrate mai multe cântece „în diferite camere de hotel și studiouri răspândite în întreaga lume”. Tedder a spus că restul albumului a fost apoi finalizat „în ultimii doi ani”, în timp ce „navigau într-o lume plină de povești și construcții artificiale”. El a descris titlul albumului ca fiind „foarte rezonant cu lumea în care trăim în prezent și aspirația atât de multor oameni, în bine sau în rău”. Anunțul a fost însoțit de un clip al piesei de titlu a albumului.

## Single-uri
Opt single-uri lansate între 2021 și 2024 sunt incluse pe album: „Sunshine”, „West Coast”, „I Ain’t Worried”, „Runaway”, „Mirage” cu Mishaal Tamer (pentru Assassin’s Creed Mirage), „I Don't Wanna Wait” cu David Guetta, „Nobody” și „Fire (Official UEFA Euro 2024 Song)” cu Meduza și Leony. Ultimele trei piese sunt prezente doar pe ediția deluxe a albumului. „Hurt” a urmat ca al nouălea piesă pe single în iulie 2024, fiind prima lansată după anunțul albumului.

## Recepție critică
Carla Feric de la The Independent a scris că albumul are o „selecție de imnuri captivante” și piese „vii, ușoare și estivale”, considerând că OneRepublic „a creat un amestec muzical progresist, ușor de ascultat, cu suficiente piese pentru ca oricine să găsească cel puțin o melodie pe care să o aprecieze”. Scriind pentru Grammy.com, Taylor Weatherby l-a numit „un amestec perfect de melodii care vor rezona atât cu fanii vechi, cât și cu cei noi. De la producția stratificată a piesei „Hurt” la vibrația optimistă a piesei „Serotonin”, până la versurile evocative ale piesei „Last Holiday”, Artificial Paradise demonstrează că sunetul OneRepublic este la fel de rafinat pe cât este în continuă evoluție.”

## Personal
OneRepublic
- Ryan Tedder – vocalize
- Zach Filkins – chitară solo
- Drew Brown – chitară ritmică și solo
- Eddie Fisher – tobe
- Brent Kutzle – chitară bas
- Brian Willett – clape

Muzicieni suplimentari
- John Nathaniel - programare (piesele 1, 3, 6, 13, 16), voce de fundal (3, 4, 6, 8-10, 13, 16), chitară (3), theremin (6), voce suplimentară (12)
- Jelly Roll - voce (piesa 1)
- Tyler Spry - chitară (piesele 2, 5-7, 9, 14), fundal vocal (2, 9, 16), clape suplimentare (7, 9), bas (7), programare (9)
- Loren Ferard - chitară (piesele 2, 7, 14), programare (2, 7), chitară acustică (9)
- Alisa Xayalith - voce de fundal (piesa 2)
- Simon Oscroft - chitară (piesele 5, 14)
- Brandon Collins - programare (track 5), strings (11)
- Harry Charles - clape suplimentare, programare (track 7)
- Brent Kutzle - voce de fundal (piesele 9, 15), programare (9)
- Joe Henderson - voce de fundal (piesele 10, 16), percuție (13)
- Brandyn Burnette - fundal vocal (piesa 10)
- Chase Stockman - fundal vocal (track 10)
- Devonne Fowlkes - voce suplimentară (track 12)
- Emoni Wilkins - voce suplimentară (track 12)
- Wil Merrell - voce suplimentară (track 12)
- Paul Nelson - violoncel (piesa 12)
- Craig Nelson - upright bass (track 12)
- Seanad Chang - viola (track 12)
- David Angell - vioară (track 12)
- David Davidson - vioară (track 12)
- Ben Samama - voce de fundal (piesa 13)
- Will Vaughan - chitară (track 13)
- Josh Varnadore - voce de fundal (piesa 16)
- Luca De Gregorio - programare tobe, clape, percuție, sintetizator (track 18)
- Mattia Vitalie - programare tobe, keyboards, percuție, sintetizator (track 18)
- Simone Giani - programare tobe, clape, percuție, sintetizator (track 18)
- Leony - voce (track 18)

Design
- Brody Harper – direcție creativă
- Douglas Hale – artă colaj originală
- Kristin Weidemann – design și aspect
- Jeremy Cowart – fotograf trupă
- Ryan Slaughter și Taylor Lowe (pentru TwoSevenTwo) – animație artă album

## Grafice
| Chart (2024)                          | Peak position |
| ------------------------------------- | ------------- |
| Australian Albums (ARIA)              | 61            |
| 8                                     |               |
| 80                                    |               |
| 127                                   |               |
| 24                                    |               |
| 14                                    |               |
| 90                                    |               |
| Italian Albums (FIMI)                 | 36            |
| 46                                    |               |
| Japanese Digital Albums (Oricon)      | 19            |
| Japanese Hot Albums (Billboard Japan) | 40            |
| Lithuanian Albums (AGATA)             | 54            |
| New Zealand Albums (RMNZ)             | 25            |
| 15                                    |               |
| 38                                    |               |
| 8                                     |               |
| 46                                    |               |
| 50                                    |               |